# Ampelisca brachycladus
Ampelisca brachycladus is een vlokreeftensoort uit de familie van de Ampeliscidae. De wetenschappelijke naam van de soort is voor het eerst geldig gepubliceerd in 1990 door Roney.